# Cueva de Matenkupkum
La cueva de Matenkupkum es una cueva situada en la isla de Nueva Irlanda y descubierta en el año 1985. Es de interés histórico y natural por los restos arqueológicos, que incluyen algunas de las colecciones humanas y fauna variante más antiguas de Oceanía y por las formaciones de espeleotemas: estalactitas y estalagmitas que tapizan techos y paredes. La cueva de Matenkupkum es una de las pocas con evidencias de fauna cambiante desde hace unos 20.000 años a.p. y humanas de aproximadamente 15 mil años a.p. Los depósitos culturales indican una ocupación intermitente desde el 35.000 al 20.000 a.p., siendo abandonado luego hasta el año 16.000 a.p. La ocupación más intensa fue entre el 14.000 y el 10.000 a.p. Estas fechas proveen evidencias de la presencia de los ancestros de la cultura Lapita.

## Geografía
Matenkupkum es una gran cueva de piedra caliza en el sur de Nueva Irlanda, a sólo 30 metros (98,4 pies) tierra adentro y 15 metros (49,2 pies) sobre el nivel del mar. Aunque el nivel del mar habría sido 120 metros (393,7 pies) más bajo en el Último Máximo Glacial (18.000 años a.p.), la distancia de la cueva al mar no habría sido mucho mayor debido a los contornos submarinos muy empinados a lo largo de esta costa. Existe una zanja japonesa en la boca de la cueva y hay algunas sugerencias de que los depósitos en esa cueva pueden haber sido nivelados, con material empujado hacia afuera y sobre el talud ubicado en el frente a la cueva.
Los alrededores de la cueva de Matenkupkum constan de extensos pastizales, y más hacia tierra-adentro es relieve karst de piedra caliza y montañas volcánicas cubiertas de selva tropical. La vegetación de pastizales es probablemente una vegetación adecuada para cultivos de árboles y jardines, así como para bosques tropicales. Por lo tanto, cuando la cueva de Matenkupkum fue ocupada por primera vez, es probable que estuviera rodeado de selva tropical. Los depósitos culturales indican una ocupación intermitente desde el año 35.000 al 20.000 a.p., cuando el sitio estuvo abandonado hasta el 16.000 a.p. La ocupación más intensiva fue del 14.000 al 10.000 a.p.

## Arqueología
Matenkupkum es una gran cueva de piedra caliza en el sur de Nueva Irlanda, en la misma terraza de coral elevada de la cueva de Matenbek y a sólo 70 metros (229,7 pies) de ella, sin evidencia de que existiera una barrera que separase las dos cuevas. Matenkupkum está a aproximadamente 40 kilómetros (24,9 mi) al sur de la cueva de Panakiwuk.
A pesar de la gran cercanía entre la cueva de Matenbek y Matenkupkum, suponiendo la probabilidad de cohabitación humana en ambas localidades, los contenidos arquitectónicos son muy variables entre las dos cuevas. La cueva de Matenbek tiene mucha evidencia de existencia humana durante el Último Máximo Glacial, mientras que Matenkupkum no la tiene. La ausencia de material de esa data aún no ha sido explicado, considerando la gran cercanía entre las dos cuevas. 
La cueva de Matenkupkum contienen fosas de fauna que constituían unos 90 centímetros (35,4 plg) de depósitos arqueológicos por debajo de 45 centímetros (17,7 plg) de suelo lavado y por encima de 30 centímetros (11,8 plg) de arena estéril que cubre el suelo de la cueva. La primera de las dos fases de ocupación en la cueva oscila entre 20.000 y 18.000 a.p., después de la cual el sitio fue abandonado y luego reocupado entre los años 14.000 y 10.000 a.p.
En la cueva se encuentran rocas obsidiana que datan de aproximadamente el Pleistoceno tardío. la presencia de obsidiana en Matenkupkum y en la cueva de Buang Merabak así como huesos de Phalanger orientalis sugiere que hubo movimiento de animales salvajes exóticos y piedras hacia Nueva Irlanda y refleja así un aumento en la complejidad del comportamiento humano en la región.